# وویجر (گروه موسیقی استرالیایی)
وویجر (به انگلیسی: Voyager) گروه موسیقی استرالیایی است.
آن‌ها نماینده استرالیا در یوروویژن ۲۰۲۳ بودند.